# Rhinichthys obtusus
Rhinichthys obtusus és una espècie de peix cipriniforme de la família dels ciprínids.

## Morfologia
- Els mascles poden assolir 8 cm de longitud total.[1][2]

## Alimentació
Menja insectes aquàtics.

## Hàbitat
És un peix d'aigua dolça i de clima subtropical.

## Distribució geogràfica
Es troba a Nord-amèrica: conques dels rius Mississipi i Ohio als Estats Units i el Canadà (Manitoba).